# The Record
The Record fue una revista canadiense especializada que contenía éxitos en listas, noticias comerciales y opiniones. David Farrell lanzó la publicación a mediados de 1981, continuando su versión impresa hasta que en agosto de 1999 siguió como una publicación basada en sitio web. Las listas de sencillos y álbumes figuraron en las litas canadienses de la sección titulada Hits in the World (en español: Éxitos en el mundo) en Billboard.
En marzo de 2001, poco después de la disolución de la publicación competidora RPM, Farrell anunció el cierre completo de The Record debido a la insuficiente publicidad e ingresos de suscripciones online. El editor de la revista, Steve McLean, comenzó en mayo del mismo año la publicación de Canadian Music Network.